# کارلو نیلونن
کارلو نیلونن (فنلاندی: Kaarlo Niilonen; ۳ ژوئن ۱۹۲۲ – ۲۴ فوریهٔ ۱۹۹۶) بازیکن فوتبال اهل فنلاند بود.
از باشگاه‌هایی که در آن بازی کرده‌است می‌توان به باشگاه فوتبال کوتکان تیووائن پالویلیات اشاره کرد.
وی همچنین در تیم ملی فوتبال فنلاند بازی کرده‌است.